# Équipe du Japon féminine de football des moins de 20 ans
Cet article traite de l'équipe féminine. Pour l'équipe masculine, voir Équipe du Japon des moins de 20 ans de football.
Maillots
L'équipe du Japon de football féminin des moins de 20 ans est l'équipe nationale qui représente le Japon dans les compétitions de football féminin réservées aux moins de 20 ans. Elle est gérée par la JFA.

## Résultats

### Coupe du monde -20 ans
- 2002 : Quart de finale
- 2004 : Non qualifiée
- 2006 : Non qualifiée
- 2008 : Quart de finale
- 2010 : Phase de groupes
- 2012 :  Troisiéme
- 2014 : Non qualifiée
- 2016 :  Troisiéme
- 2018 :  Vainqueur
- 2022 :  Finaliste
- 2024 :  Finaliste

### Coupe d'Asie -19 ans
- 2002 :  Vainqueur
- 2004 : Quart de finale
- 2006 : Quatrième
- 2007 :  Finaliste
- 2009 :  Vainqueur
- 2011 :  Vainqueur
- 2013 : Quatrième
- 2015 :  Vainqueur
- 2017 :  Vainqueur
- 2019 :  Vainqueur
- 2024 :  Finaliste